# マドレーヌ・ボーダロ
マドレーヌ・メアリー・ゼイエン・ボーダロ(英語: Madeleine Mary Zeien Bordallo, 1933年5月31日 - )は、アメリカ合衆国・グアムの政治家。
第2代・第4代グアム準州知事リカルド・ボーダロの妻として準州知事のファーストレディを務めた。夫の没後、女性初のグアム準州副知事に就任。その後、グアム準州選出のアメリカ合衆国下院代議員(通算8期)となった。グアム準州選挙区において、女性初かつ非チャモロ人初の米下院議員であり、2021年現在最も長い任期を務めた議員である。

## 経歴・人物
1933年5月31日、ミネソタ州・ビッグストーン郡のグレースビルで生まれた。インディアナ州ノートルダムのセントマリー大学とミネソタ州セントポールのセント・カタリナ大学で音楽を学んだ。1950年代から1960年代にかけて、グアムのテレビ局KUAM-TVで司会者を務めていた。
1953年、リカルド・ボーダロと結婚。夫リカルドは1975年から1979年、1983年から1987年までグアム準州知事を務め、マドレーヌはファーストレディとして、チャモロ文化の普及活動などを行った。1990年、リカルドは汚職容疑で有罪判決を受けるが、投獄前夜に自殺した。
マドレーヌは同年行われた準州知事選挙に出馬。副知事にピン・ドゥエナス準州議員を指名したが落選した。
1994年、民主党からカール・グティエレスの副知事候補として出馬。当選を果たし、1995年から2002年までグアム副知事を務めた。女性が副知事に就任するのは史上初のことであった。

## アメリカ下院議員として

### 選挙
2002年、ロバート・A・アンダーウッドアメリカ下院代議員が、知事選への出馬を表明。マドレーヌは民主党員として下院議員に立候補し、当選。以後、グアム選挙区初の女性代議員として、2003年1月から2019年1月まで連続8期の任期を務めた。
2018年８月の民主党予備選でマドレーヌはニコラスに破れ、選挙を撤退した。

### 不祥事
2008年4月、パシフィック・デイリー・ニュースの報道で、マドレーヌは以前からセント・カタリナ大学で准学士号を取得したとしていたが、実際には取得していなかったことが明らかになった。マドレーヌは公式プロフィールを訂正した上、謝罪した。

### 所属委員会 (第115議会)
2017年から2019年の間に開催された第115議会における所属委員会を以下に挙げる。
- 下院軍事委員会
  - 即応小委員会
  - シーパワー・投射戦力小委員会
- エネルギー・天然資源委員会
  - インディアン、島嶼地域、アラスカの先住民問題に関する小委員会

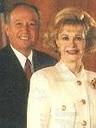
カール・T・C・グティエレスと並ぶマドレーヌ

  - 水、電力、海洋に関する小委員会

### 所属する議員連盟 (第115議会)
2017年から2019年の間に開催された第115議会において所属した議員連盟を以下に挙げる。
- アジア・太平洋諸島系アメリカ人議員連盟 (副議長)
- 米中議員連盟 (共同議長)
- 国際自然保護議員連盟
- 長距離打撃議員連盟
- 米比議員連盟
- 傷痍軍人議員連盟
- 米日議員連盟（ジャパン・コーカス）
- バルト地域議員連盟
- 新世代の緊急通報（9-1-1）議員連盟